# Ювеналій (Кілін)
Архієпи́скоп Іже́вський та Удму́ртський Ювена́лій (в миру Кілін Іван Кельсійович; нар. 19 квітня 1875, село Арзамасцево — пом. 28 грудня 1958, Іжевськ) — архієпископ РПЦ.
Навчався в Сарапульському духовному училищі, потім на пастирсько-місіонерських курсах. В 1900—1919 роках — монах, ієромонах, настоятель монастирів Пермської єпархії, в тому числі в Осинському повіті. В 1903 році брав участь у відкритті мощей та канонізації святого Серафима Саровського. Відступив з колчаківцями до Сибіру під час громадянської війни, потім в Китай. З 1935 року єпископ Сіньцзянський, з 1946 року — Шанхайський. В 1947 році повернувся до СРСР, з 1952 року в Іжевську.
Домігся випуску єпархіальної газети «Огляд церковного життя» (1955). Допомагав матеріально репресованому духовенству. Перед смертю прийняв схиму під іменем Іоана. Похоронений в Свято-Троїцькому соборі міста Іжевська.